# Mill Creek (affluent)
Pour les articles homonymes, voir Mill Creek.
Mill Creek est un affluent de Roaring Creek (en) dans le comté de Columbia en Pennsylvanie, aux États-Unis. Elle mesure environ 5 km de long et traverse le canton de Roaring Creek et le canton de Locust. Le bassin versant du ruisseau a une superficie de 12,9 km2. Le ruisseau est considéré comme un lieu de pêche en eau froide de haute qualité et une eau de classe A dans laquelle les truites sauvages prolifient (en). De nombreuses espèces de macroinvertébrés y habitent. Le ruisseau a été nommé d'après la présence d'un moulin.

## Cours

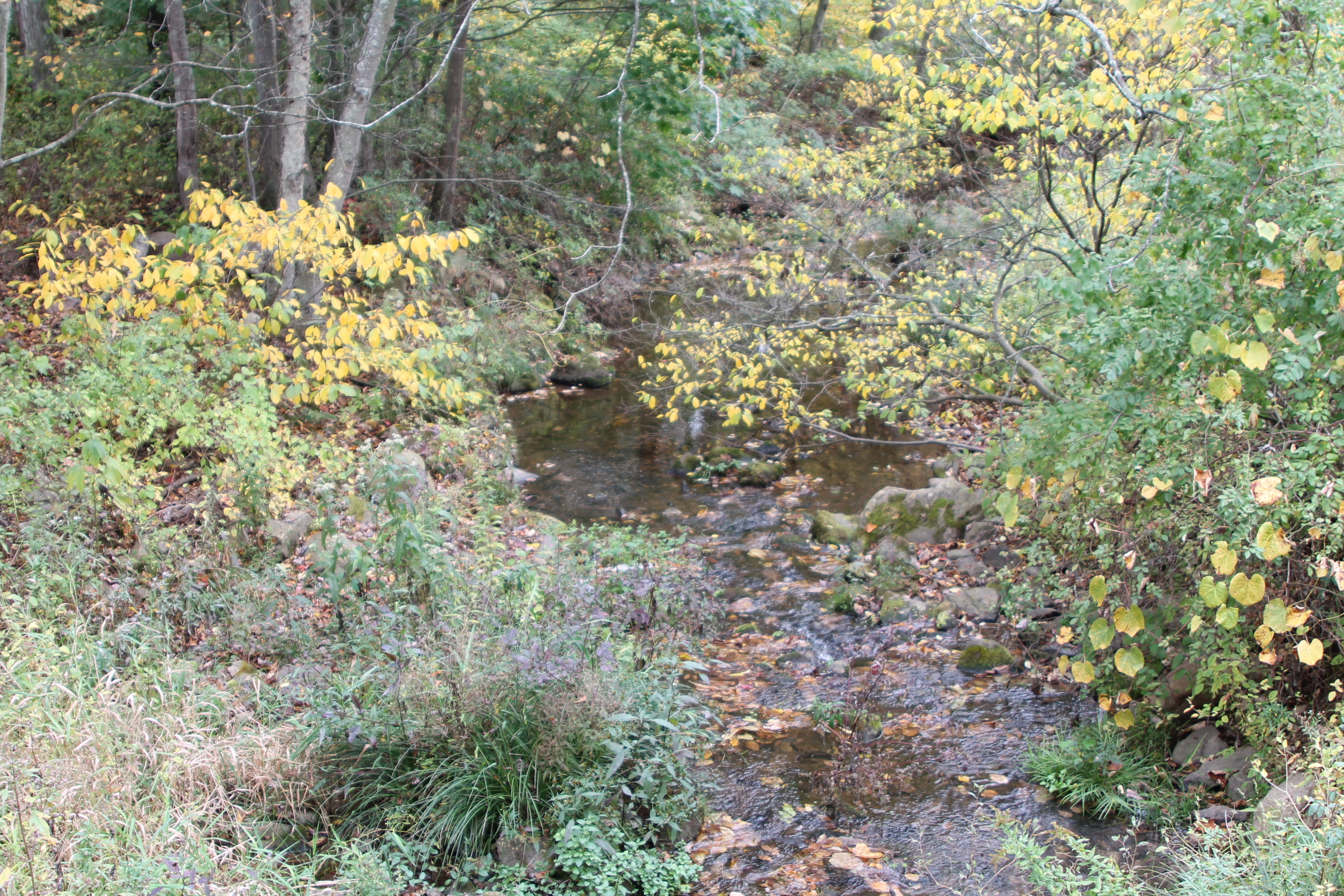
Mill Creek dans son cours supérieur

### Affluents
Mill Creek a deux affluents sans nom.